# Bezirk Amstetten

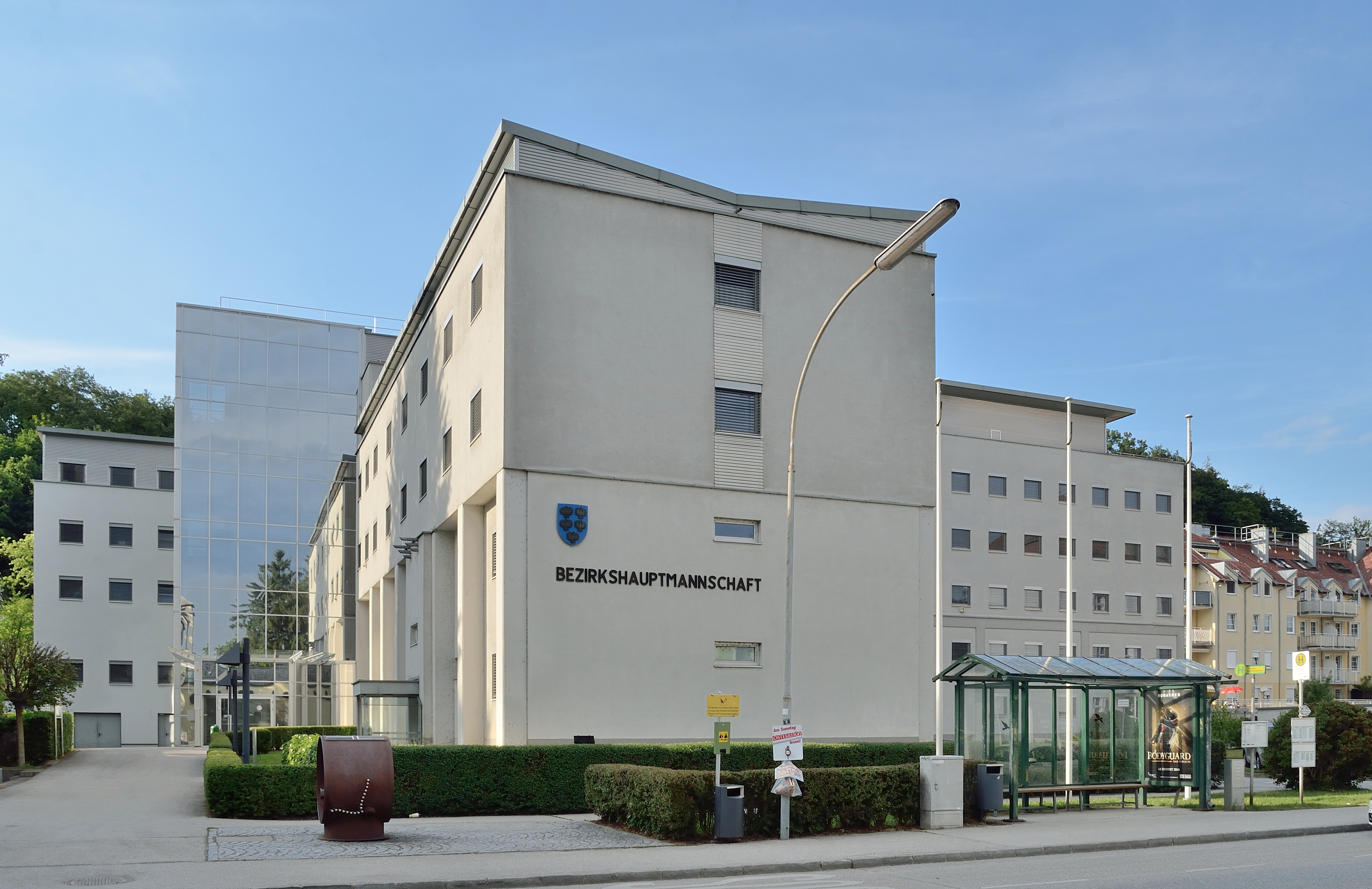
Bezirkshauptmannschaft in Amstetten

Der Bezirk Amstetten ist ein Verwaltungsbezirk des Landes Niederösterreich.
Sitz der Bezirkshauptmannschaft ist Amstetten, eine Außenstelle befindet sich in St. Valentin.

## Geografie
Das Gebiet des westlichsten Bezirks des Bundeslandes mit 1.187,73 km² wird durch die Statutarstadt Waidhofen an der Ybbs in zwei Teile getrennt. Der Bezirk liegt im Mostviertel und ist auch in der Raumplanung der Hauptregion Mostviertel zugeordnet.
Der Bezirk liegt – zweigeteilt – östlich der und am rechten Ufer der Enns, die von rechts in die Donau mündet. Ab dieser Mündung folgt die nördliche Bezirksgrenze dem rechten Donauufer flussabwärts.

### Nachbarbezirke
|                                                                         | Bezirk Perg (OÖ)                            |                             |
| Bezirk Linz-Land (OÖ), Bezirk Steyr-Land (OÖ), Statutarstadt Steyr (OÖ) | Kompassrose, die auf Nachbargemeinden zeigt | Bezirk Melk Bezirk Scheibbs |
|                                                                         | Bezirk Liezen (Stmk)                        |                             |

## Angehörige Gemeinden
Zum Bezirk Amstetten gehören 3 Städte, 18 Marktgemeinden und 13 Gemeinden.

Gemeinden des Bezirks Amstetten

Regionen in der Tabelle sind Kleinregionen in Niederösterreich
| Gemeinde                 | Lage | Ew     | km²    | Ew / km² | Gerichtsbezirk        | Region                | Typ             | Foto | Metadaten         |
| ------------------------ | ---- | ------ | ------ | -------- | --------------------- | --------------------- | --------------- | ---- | ----------------- |
| Allhartsberg             |      | 2.252  | 21,33  | 106      | Waidhofen an der Ybbs | Ybbstal-Eisenstraße   | Markt- gemeinde | ja   | Gem.Kennz.: 30501 |
| Amstetten                |      | 23.899 | 52,09  | 459      | Amstetten             | Ostarrichi Mostland   | Stadt- gemeinde | ja   | Gem.Kennz.: 30502 |
| Ardagger                 |      | 3.620  | 47,15  | 77       | Amstetten             | Donau-Ybbsfeld        | Markt- gemeinde | ja   | Gem.Kennz.: 30503 |
| Aschbach-Markt           |      | 3.803  | 37,27  | 102      | Amstetten             | Herz des Mostviertels | Markt- gemeinde | ja   | Gem.Kennz.: 30504 |
| Behamberg                |      | 3.465  | 20,26  | 171      | Haag                  | Mostviertel Ursprung  | Gemeinde        | ja   | Gem.Kennz.: 30506 |
| Biberbach                |      | 2.342  | 28,42  | 82       | Waidhofen an der Ybbs | Herz des Mostviertels | Gemeinde        | ja   | Gem.Kennz.: 30507 |
| Ennsdorf                 |      | 3.299  | 7,69   | 429      | Haag                  | Mostviertel Ursprung  | Gemeinde        | ja   | Gem.Kennz.: 30508 |
| Ernsthofen               |      | 2.300  | 17,79  | 129      | Haag                  | Mostviertel Ursprung  | Gemeinde        | ja   | Gem.Kennz.: 30509 |
| Ertl                     |      | 1.262  | 21,13  | 60       | Waidhofen an der Ybbs | Herz des Mostviertels | Gemeinde        | ja   | Gem.Kennz.: 30510 |
| Euratsfeld               |      | 2.780  | 30,60  | 91       | Amstetten             | Ostarrichi Mostland   | Markt- gemeinde | ja   | Gem.Kennz.: 30511 |
| Ferschnitz               |      | 1.878  | 15,55  | 121      | Amstetten             | Donau-Ybbsfeld        | Markt- gemeinde | ja   | Gem.Kennz.: 30512 |
| Haag                     |      | 5.790  | 54,95  | 105      | Haag                  | Mostviertel Ursprung  | Stadt- gemeinde | ja   | Gem.Kennz.: 30514 |
| Haidershofen             |      | 3.710  | 32,04  | 116      | Haag                  | Mostviertel Ursprung  | Gemeinde        | ja   | Gem.Kennz.: 30515 |
| Hollenstein an der Ybbs  |      | 1.697  | 126,42 | 13       | Waidhofen an der Ybbs | Ybbstal-Eisenstraße   | Gemeinde        | ja   | Gem.Kennz.: 30516 |
| Kematen an der Ybbs      |      | 2.736  | 10,99  | 249      | Waidhofen an der Ybbs | Ybbstal-Eisenstraße   | Markt- gemeinde | ja   | Gem.Kennz.: 30517 |
| Neuhofen an der Ybbs     |      | 3.069  | 36,41  | 84       | Amstetten             | Ostarrichi Mostland   | Markt- gemeinde | ja   | Gem.Kennz.: 30520 |
| Neustadtl an der Donau   |      | 2.163  | 47,89  | 45       | Amstetten             | Donau-Ybbsfeld        | Markt- gemeinde | ja   | Gem.Kennz.: 30521 |
| Oed-Oehling              |      | 2.158  | 10,63  | 203      | Amstetten             | Ostarrichi Mostland   | Markt- gemeinde | ja   | Gem.Kennz.: 30522 |
| Opponitz                 |      | 880    | 39,66  | 22       | Waidhofen an der Ybbs | Ybbstal-Eisenstraße   | Gemeinde        | ja   | Gem.Kennz.: 30524 |
| St. Georgen am Reith     |      | 532    | 40,08  | 13       | Waidhofen an der Ybbs | Ybbstal-Eisenstraße   | Gemeinde        | ja   | Gem.Kennz.: 30526 |
| St. Georgen am Ybbsfelde |      | 2.838  | 22,83  | 124      | Amstetten             | Donau-Ybbsfeld        | Markt- gemeinde | ja   | Gem.Kennz.: 30527 |
| St. Pantaleon-Erla       |      | 2.718  | 28,38  | 96       | Haag                  | Mostviertel Ursprung  | Gemeinde        | ja   | Gem.Kennz.: 30529 |
| St. Peter in der Au      |      | 5.131  | 59,94  | 86       | Haag                  | Herz des Mostviertels | Markt- gemeinde | ja   | Gem.Kennz.: 30530 |
| St. Valentin             |      | 9.327  | 45,64  | 204      | Haag                  | Mostviertel Ursprung  | Stadt- gemeinde | ja   | Gem.Kennz.: 30531 |
| Seitenstetten            |      | 3.379  | 30,46  | 111      | Waidhofen an der Ybbs | Herz des Mostviertels | Markt- gemeinde | ja   | Gem.Kennz.: 30532 |
| Sonntagberg              |      | 3.674  | 18,43  | 199      | Waidhofen an der Ybbs | Ybbstal-Eisenstraße   | Markt- gemeinde | ja   | Gem.Kennz.: 30533 |
| Strengberg               |      | 2.168  | 36,83  | 59       | Haag                  | Mostviertel Ursprung  | Markt- gemeinde | ja   | Gem.Kennz.: 30534 |
| Viehdorf                 |      | 1.369  | 15,85  | 86       | Amstetten             | Donau-Ybbsfeld        | Gemeinde        | ja   | Gem.Kennz.: 30536 |
| Wallsee-Sindelburg       |      | 2.213  | 25,94  | 85       | Amstetten             | Ostarrichi Mostland   | Markt- gemeinde | ja   | Gem.Kennz.: 30538 |
| Weistrach                |      | 2.428  | 35,76  | 68       | Haag                  | Herz des Mostviertels | Gemeinde        | ja   | Gem.Kennz.: 30539 |
| Winklarn                 |      | 1.854  | 12,57  | 147      | Amstetten             | Ostarrichi Mostland   | Gemeinde        | ja   | Gem.Kennz.: 30541 |
| Wolfsbach                |      | 2.212  | 31,00  | 71       | Haag                  | Herz des Mostviertels | Markt- gemeinde | ja   | Gem.Kennz.: 30542 |
| Ybbsitz                  |      | 3.350  | 104,19 | 32       | Waidhofen an der Ybbs | Ybbstal-Eisenstraße   | Markt- gemeinde | ja   | Gem.Kennz.: 30543 |
| Zeillern                 |      | 1.939  | 21,57  | 90       | Amstetten             | Ostarrichi Mostland   | Markt- gemeinde | ja   | Gem.Kennz.: 30544 |

### Gemeindeänderungen ab 1945
1. Mai 1965
- Vereinigung der Gemeinden Hausmening und Ulmerfeld zur Gemeinde Ulmerfeld-Hausmening

6. Oktober 1965
- Umbenennung der Gemeinde Kematen in Kematen an der Ybbs

1. Jänner 1966
- Vereinigung der Gemeinden Neustadtl und Windpassing zur Gemeinde Neustadtl

1. Jänner 1967
- Vereinigung der Gemeinden St. Peter in der Au Dorf und St. Peter in der Au Markt zur Gemeinde St. Peter in der Au

1. Jänner 1969
- Vereinigung der Gemeinden Kematen an der Ybbs und Niederhausleiten an der Ybbs zur Gemeinde Kematen an der Ybbs

1. Jänner 1970
- Vereinigung der Gemeinden Ardagger Markt und Ardagger Stift zur Gemeinde Ardagger
- Vereinigung der Gemeinden Berghof, Kleinwolfstein, Nabegg und Neustadtl zur Gemeinde Neustadtl an der Donau
- Vereinigung der Gemeinden Zell-Arzberg und Zell an der Ybbs zur Gemeinde Zell an der Ybbs

1. Jänner 1971
- Vereinigung der Gemeinden Ardagger, Kollmitzberg und Stephanshart zur Gemeinde Ardagger-Stephanshart (ab. 1. Jänner 1972 Ardagger)
- Vereinigung der Gemeinden Aschbach Markt, Krenstetten und Mitterhausleiten zur Gemeinde Aschbach Markt (ab. 1. Jänner 1972 Aschbach-Markt)
- Vereinigung der Gemeinden Kornberg und Neuhofen an der Ybbs zur Gemeinde Neuhofen an der Ybbs
- Vereinigung der Gemeinden Krahof und St. Georgen am Ybbsfelde zur Gemeinde St. Georgen am Ybbsfelde
- Vereinigung der Gemeinden Erla und St. Pantaleon zur Gemeinde St. Pantaleon-Erla
- Vereinigung der Gemeinden Kürnberg, St. Johann in Engstetten, St. Michael am Bruckbach und St. Peter in der Au zur Gemeinde St. Peter in der Au
- Vereinigung der Gemeinden Seitenstetten Dorf und Seitenstetten Markt zur Gemeinde Seitenstetten
- Vereinigung der Gemeinden Sindelburg und Wallsee zur Gemeinde Wallsee-Sindelburg
- Vereinigung der Gemeinden Waldamt und Ybbsitz zur Gemeinde Ybbsitz

1. Jänner 1972
- Vereinigung der Gemeinden Allhartsberg und Kröllendorf zur Gemeinde Allhartsberg
- Vereinigung der Gemeinden Amstetten, Mauer bei Amstetten, Preinsbach und Ulmerfeld-Hausmening zur Gemeinde Amstetten
- Vereinigung der Gemeinden Oed und Oehling zur Gemeinde Oed-Oehling
- Vereinigung der Gemeinden Au und Strengberg zur Gemeinde Strengberg
- Vereinigung der Gemeinden Haag Dorf und Winklarn zur Gemeinde Winklarn
- Eingliederung der Gemeinden St. Leonhard am Walde, Waidhofen an der Ybbs-Land, Windhag und Zell an der Ybbs in die Statutarstadt Waidhofen an der Ybbs[2]

## Geschichte

### Bezirkshauptleute
- Franz Gruber (1945)
- Hans-Heinz Lenze (1994 bis 2009)
- Martina Gerersdorfer (seit 2009)